# Шінджюку (станція)
Станція Шінджюку (яп. 新宿駅, Shinjuku-eki) — головна залізнична станція в районах Шінджюку та Шібуя в Токіо, Японія. У Шінджюку вона входить до складу районів Ніші-Шінджюку та Шінджюку. У Шібуя вона розташований в районах Йойоґі та Сендаґая. Це найжвавіша залізнична станція у світі.
Станція є основним сполучним вузлом для залізничного сполучення між особливими районами Токіо та Західним Токіо на міжміській залізниці, приміській залізниці та лініях метро. Нею користувалися в середньому 3,59 мільйона людей на день у 2018 році, що робить її найзавантаженішою станцією у світі (вона зареєстрована як така в Книзі рекордів Гіннесса). Головна станція JR і прилеглі приватні залізниці мають загалом 35 платформ, у тому числі підземну аркаду, надземну аркаду та численні коридори з ще 17 платформами (загалом 53), до яких можна потрапити через коридори до 5 станцій, які безпосередньо з’єднані, не виходячи назовні. Весь надземний комплекс має понад 200 виходів.

## Лінії
- JR East:
  - Лінія Яманоте
  - Лінія Чюо (експреси з обмеженою кількістю зупинок)
  - Лінія Чюо (Швидка)
  - Лінія Чюо-Собу
  - Лінія Шьонан-Шінджюку
  - Лінія Сайке
- Odakyu Electric Railway:
  - Лінія Одавара
- Keio Corporation:
  - Лінія Кейо
  - Нова Лінія Кейо
- Токійське метро:
  - Лінія Маруноучі
- Toei Subway:
  - Лінія Шінджюку
  - Лінія Оедо